# یوری والبه
یوری والبه (استونیایی: Jüri Välbe; ۲۶ فوریهٔ ۱۹۱۱ – ۲۳ مارس ۱۹۶۴) بازیکن فوتبال اهل استونی بود.
وی همچنین در تیم ملی فوتبال استونی بازی کرده‌است.